# ديان دي بريما
ديان دي بريما (6 أغسطس 1934 - 25 أكتوبر 2020)، هي شاعرة وكاتبة وفنانة وكاتبة مذكرات وكاتبة مسرحية وناشطة في مجال العدالة الاجتماعية وناشطة ومعلمة أمريكية. ألفت ما يقرب من أربعين كتابًا، وتُرجمت أعمالها إلى أكثر من 20 لغة.
مزجت ديان دي بريما في شعرها بين تقنيات الوعي المنساب والانتباه القصدي بشكل يمزج السياسي بالممارسة الروحية.

## روابط خارجية
- ديان دي بريما على موقع IMDb (الإنجليزية)
- ديان دي بريما على موقع الموسوعة البريطانية (الإنجليزية)
- ديان دي بريما على موقع ميوزك برينز (الإنجليزية)
- ديان دي بريما على موقع ديسكوغز (الإنجليزية)